# Rabbe Enckell

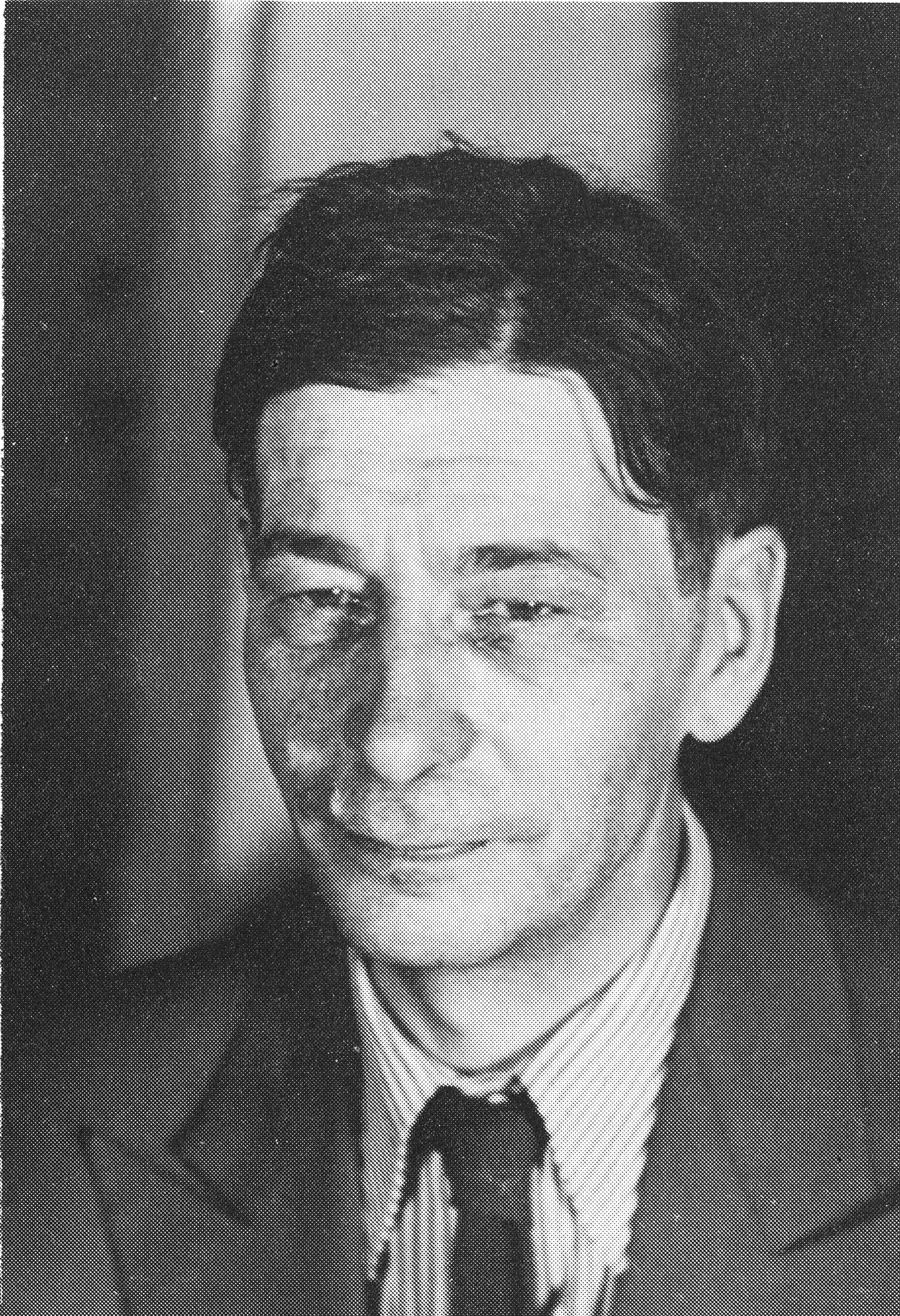
Rabbe Enckell

Rabbe Arnfinn Enckell (* 3. März 1903 in Tammela; † 17. Juni 1974 in Helsinki) war ein finnlandschwedischer Schriftsteller, Dichter und Maler, der neben Edith Södergran, Elmer Diktonius und Gunnar Björling zu den führenden Persönlichkeiten des finnlandschwedischen Modernismus gehört.

## Leben
Rabbe Enckell wurde 1903 als Sohn des Intellektuellen Karl Enckell, einem Professors für Agrarwirtschaft, geboren. Er besuchte das Gymnasium „Svenska normallyceum“ in Helsinki, dass er 1921 abschloss und studierte im Anschluss Kunst an der Universität Helsinki. Sein erstes Buch Dikter veröffentlichte er 1923. Seine erste Kunstausstellung hatte er im Jahr darauf. Er unternahm viele Reisen, vor allem nach Frankreich und Italien, und war auf vielen internationalen Kunstausstellungen präsent. Von 1928 bis 1929 schrieb er für die Literaturzeitschrift Quosego.
Enckell schrieb oft über seine Beobachtungen der Natur. Besonders das menschliche Schicksal wurde ein zentrales Thema in vielen seiner Arbeiten. Zudem war er von der Antike, den römischen und griechischen Mythen, fasziniert, weshalb er auch mehrere auf diesen Geschichten basierende Stücke schrieb. Zeit seines Lebens veröffentlichte er über 40 Bücher. Typisch dabei waren seine präzise und klare Anwendung der Sprache.
Insgesamt war Enckell drei Mal verheiratet. Seine letzten Lebensjahre verbrachte er hauptsächlich in Porvoo. 1974 starb er schließlich in Helsinki. Seine letzte Werkesammlung Flyvende Spegel, die viele seiner Reiseimpressionen enthielt, erschien posthum.

## Ehrungen
- 1956 Bellman-Preis
- 1964 Großer Preis des Samfundet De Nio
- 1967 Finnland-Preis der Schwedischen Akademie
- 1967 Karl-Emil-Tollander-Preis
- 1973 Svenska Akademiens Finlandspris

## Werke (Auswahl)
- Tillblivelse.
- Ljusdunkel.
- Ett porträtt.
- Landskapet med den dubbla skuggan.
- Tonbrädet.
- Herrar till natt och dag.
- Lutad över brunnen.
- Andedräkt av koppar.
- Flyende spegel.
- Tändsticksdikter/Streichholzgedichte (bilinguale Auswahl, übertragen und hrsg. von Klaus-Jürgen Liedtke, Münster 2014)